# Mimocalanus sulcifrons
Mimocalanus sulcifrons är en kräftdjursart som beskrevs av Wheeler 1970. Mimocalanus sulcifrons ingår i släktet Mimocalanus och familjen Spinocalanidae. Inga underarter finns listade i Catalogue of Life.